# نادي برجر
نادي برجر (بالأوكرانية: Бургер клуб)‏ هي سلسلة مطاعم هامبرغر أوكرانية للوجبات السريعة. افتتحت في عام 2008، وهي تعمل في ثلاث دول في أوروبا وآسيا. هذه الدول هي أوكرانيا وكازاخستان وروسيا.
يقع المقر الرئيسي للشركة في بولتافا، أوكرانيا. تقع معظم المطاعم في أوكرانيا. تشمل مدن برغر كلوب الرئيسية خاركيف وكييف وبولتافا ودونيتسك وغيرها.

## قائمة طعام
تشمل قائمة نادي هامبرغر الهامبرغر والسلطات واللفائف ووجبات البطاطس وأجنحة الدجاج وقطع الدجاج وغيرها الكثير. تقدم السلسلة أيضًا العديد من المشروبات المختلفة. وتشمل هذه القهوة والكوكاكولا والعصائر الطازجة والكوكتيلات غير الكحولية وحتى البيرة.

## روابط خارجية
- أرشفة الموقع الرسمي القديم